# Claudia Brodzinska
Claudia Brodzinska, auch Claudia Brodzinska-Behrend, (* 4. Juli 1937 in Berlin) ist eine deutsche Schauspielerin, Hörspiel- und Synchronsprecherin.

## Leben
Brodzinska machte zuerst eine kaufmännische Lehre. Als sie dann von Hilde Körber entdeckt wurde, brach sie diese aber ab. Sie erhielt ihre schauspielerische Ausbildung an der Max-Reinhardt-Schule für Schauspiel in Berlin. Anfangs arbeitete sie als Theaterschauspielerin. Dann war sie ungefähr ein Jahrzehnt hauptsächlich als Synchronsprecherin tätigt. Darüber hinaus enthält die ARD-Hörspieldatenbank für den Zeitraum von 1961 bis 1973 auch 17 Datensätze, bei denen sie als Sprecherin geführt wird.
Nach dem Tod ihres Mannes 1990, dem Gitarristen Siegfried Behrend, zog sie nach Wall in Bayern.

## Filmographie (Auswahl)
- 1961: Das Schweigen
- 1963: Schwarz auf Weiß
- 1964: Liebeshändel in Chioggia
- 1964: Elektra
- 1966: Die Ersten und die Letzten
- 1966: Jegor Bulytschow und andere
- 1967: Der Revisor
- 1981: Das Käthchen von Heilbronn oder Die Feuerprobe